# Nectoneanthes multignatha
Nectoneanthes multignatha är en ringmaskart som beskrevs av Wu, Sun och Yang 1981. Nectoneanthes multignatha ingår i släktet Nectoneanthes och familjen Nereididae. Inga underarter finns listade i Catalogue of Life.